# Rou Shi
Rou Shi (xinès tradicional: 柔石, pinyin: Róu Shí; Ninghai, Zhejiang, 28 de setembre de 1902 - Xangai, 7 de febrer de 1931), antigament romanitzat com Jou Shih o You Shih, va ser un prominent escriptor xinés d'esquerra, membre del moviment del quatre de maig. Va ser executat a Xangai el febrer del 1931 pel govern del Guomindang per les seues activitats procomunistes, sent considerat des d'aleshores com un dels cinc màrtirs de la Lliga d'Escriptors Esquerrans.

## Biografia
El seu nom de naixement era Zhao Pingfu. El 1918 va entrar a l'escola normal de Hangzhou, la capital de la província. Després de graduar-se el 1923, es va fer mestre a l'Escola Primària Pudi, en Cixi, Zhejiang. En 1925 va publicar el seu primer llibre de contes, Homes bojos.
El 1925 Rou Shi va estudiar breument a la Universitat de Pequín, però va tornar a Zhejiang a principis de 1926, per ensenyar a Hangzhou i Zhenhai. En l'estiu del 1927 va tornar a Ninghai, la seua ciutat natal i base comunista aleshores, per a ensenyar a l'escola secundària local. Després de la fallida rebel·lió comunista al maig de 1928, es va refugiar a Xangai, on el van presentar davant l'escriptor i líder d'esquerra Lu Xun. Juntament amb Lu Xun i altres, van fundar la Societat de la Flor del Matí, que va publicar nombrosos periòdics progressistes. El gener de 1929 va succeir a Lu Xun com a editor del periòdic Yu Si. En este període, va escriure la novel·la febrer i una altra col·lecció de contes anomenada Esperança. També va traduir obres d'escriptors d'altres països com Maksim Gorki.
Al març de 1930, la Lliga dels Escriptors d'Esquerra es va establir en Xangai. Rou Shi va ser a la reunió inaugural i es va fer membre executiu permanent, quedant a càrrec de la publicació associada Meng Ya. Es va unir al Partit Comunista de la Xina al maig de 1930, i va publicar el conte Una mare esclava.

## Detenció i execució
El 17 de gener de 1931, Rou Shi va ser arrestat juntament amb altres membres per la policia britànica mentre estaven en una reunió secreta del partit comunista, a l'Hotel Oriental en la concessió britànica de Xangai. Van ser lliurats al govern del Kuomintang i empresonats durant tres setmanes.
El 7 de febrer del 1931, el Guomindang va executar a 23 comunistes en Longhua, Sanghai. Els cinc membres de la lliga executats foren Rou Shi, Li Weisen, Hu Yepin, Yin Fu i Feng Keng, considerats com els màrtirs de la Lliga dels Escriptors d'Esquerra.

## Treballs i adaptacions
Una mare esclava, un dels contes més famosos de Rou Shi, va ser traduït a l'anglés per primera vegada per Edgar Snow en 1936. El 1963, la novel·la Febrer va servir de base per a l'aclamada pel·lícula Primerenca primavera al febrer, dirigida per Xie Tieli i interpretada per Sun Daolin, Shangguan Yunzhu, i Xie Fang. El 2003, Una mare esclava va ser adaptada com a sèrie de televisió interpretada per He Lin, qui va guanyar el premi a la millor actriu dels premis internacionals Emmy 2005 per la seua actuació en la pel·lícula.
Al centenari del seu naixement, el 2002, es va restaurar la seua antiga residència a Ninghai, i es va obrir un museu en memòria. A més, el comtat va obrir el recentment construït parc Rou Shi que cobreix una àrea de 250 mu.